# Oddział Wydzielony nr 1 płk. Zientarskiego

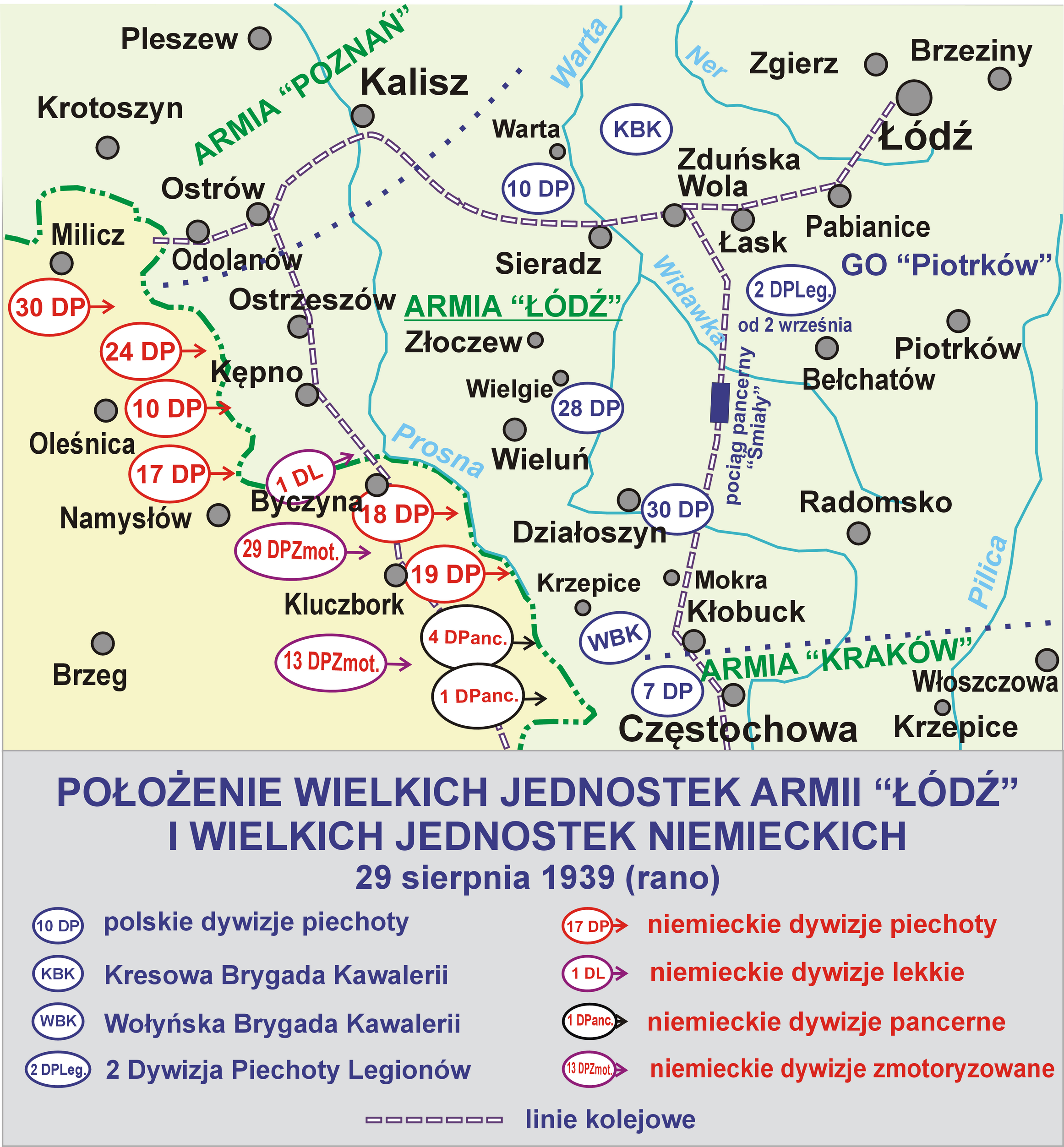

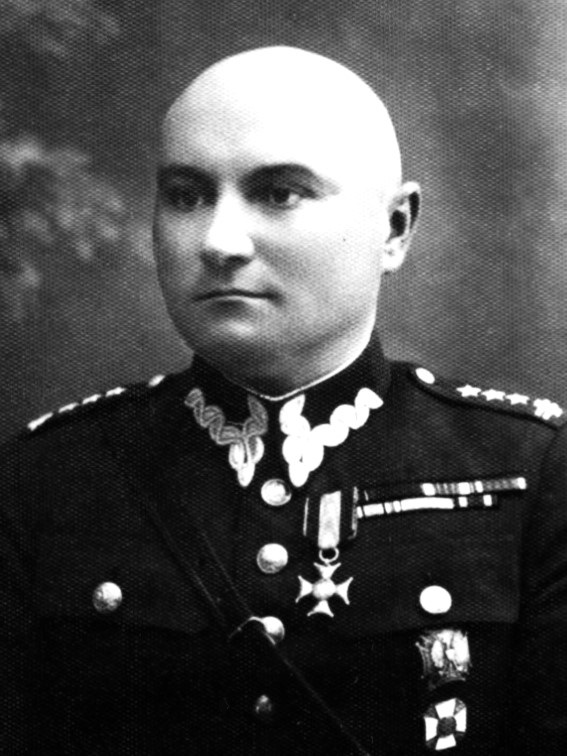
płk dypl. Jan Zientarski

Oddział Wydzielony nr 1 płk. Jana Zientarskiego – oddział wydzielony Wojska Polskiego II Rzeczypospolitej walczący w kampanii wrześniowej 1939.

## Działania bojowe
Ugrupowanie i zadania
Zgodnie z rozkazem dowódcy Armii „Łódź” gen. dyw. Juliusza Rómmla, dowódca 10 Dywizji Piechoty gen. bryg. Franciszek Dindorf-Ankowicz jeszcze przed wybuchem wojny wysunął na dalekie przedpole dwa oddziały wydzielone. Oddział wydzielony nr 1, dowodzony przez dowódcę piechoty dywizyjnej płk. Jana Zientarskiego, wszedł do rejonu Ostrzeszów, Kępno, Wieruszów z zadaniem: rozpoznać nieprzyjaciela w swoim rejonie do granicy państwa, a pod naciskiem większych sił nieprzyjaciela opóźniać go przez Grabów na Sieradz oraz przejść do obrony na prawym skrzydle pasa obrony dywizji. Oddziały 28 pułku piechoty ugrupowano następująco: I baon mjr. Stanisława Milana-Kubalskiego w rejonie Wieruszowa, II baon mjr. Józefa Korczewskiego w Ostrzeszowie, a III baon mjr. Jana Cichockiego w Doruchowie.  Osłonę prawego skrzydła ugrupowania oddziału wydzielonego zapewniała 91 samodzielna kompania czołgów rozpoznawczych. Sąsiadem OW płk. Jana Zientarskiego był Oddział Wydzielony nr 2  płk. Jerzego Grobickiego wykonujący podobne zadania.
Walki 1 września
O 4.45 w pasie obrony 10 Dywizji Piechoty przekroczyły granicę państwową awangardy niemieckich 24. i 10 Dywizji Piechoty i, po wycofaniu się oddziałów polskiej straży granicznej, nawiązały styczność ogniową z pododdziałami polskich oddziałów wydzielonych. Opór niemieckiej 24 DP w rejonie Ostrzeszowa stawiły II batalion 28 pułku piechoty i batalion Obrony Narodowej „Ostrzeszów”. 4 kompania por. Mariana Górnickiego początkowo skutecznie odparła niemieckie natarcie. Ponowne uderzenie Niemców spowodowało, że II baon musiał wycofać się. Osłonę zapewniła 5 kompania ppor. rez. Zygmunta Ulrycha. Około 11.00 Ostrzeszów został przez Niemców zdobyty. 

W tym czasie niemiecka 10 DP uderzyła na broniący Kępna batalion ON „Kępno” i po krótkiej walce opanowała miejscowość. W rejonie Kępna broniła się też 3/28 pp por. Kazimierza Fiedofiewa. Po walkach, ze sporymi stratami, wycofała się w kierunku na Wyszanów. Polacy musieli przebijać się przez pierścień okrążenia. Wieruszów nadal był broniony przez pozostałe kompanie I/28 pp i dopiero wieczorem baon mjr. Kubalskiego opuścił stanowiska. Inny pododdział oddziału wydzielonego – 6 szwadron kawalerii  rtm. Kazimierza Mineckiego, nie mając łączności z płk. Zientarskim, około 15.00 rozpoczął zbyt późny manewr znad Prosny. Kawalerzyści zostali okrążeni i tylko jednemu plutonowi udało się przebić do swoich oddziałów. Szwadron przez następne trzy dni walczył na tyłach wojsk niemieckich. Trzeciego dnia, po walce w lesie pod Kieszenką, rtm. Minecki dostał się z pododdziałem do niewoli niemieckiej. 91 samodzielna kompania czołgów rozpoznawczych do walki ruszyła z Doruchowa. Jeden z jej  plutonów dotarł rano do tartaku Kochłowy, a w drodze powrotnej natknął się na niemiecki patrol konny, który to rozproszył biorąc kilku jeńców. Drugi pluton dozorował w Mikorzynie kierunek z Kępna na Grabów. Wieczorem cały rzut bojowy ubezpieczał na skraju lasów koło Ostrzeszowa wycofywanie się własnych oddziałów w kierunku Prosny.
Po ocenie sytuacji taktycznej, dowódca OW nr 1 zdecydował się opuścić punkty obronne oparte o węzły dróg Doruchów i Wieruszów i rozpoczął działania opóźniające. Pododdziały miały wycofać się na pozycję pośrednią na Prośnie i tam stawić wojskom niemieckim kolejny opór. Wieczorem na Prośnie oddziały niemieckie ograniczyły się jedynie do działań patroli rozpoznawczych.
Walki 2 września
Jeszcze 1 września dowódca armii gen. Juliusz Rómmel postawił dowódcy 10 DP zadanie do przesunięcia sił głównych dywizji w obszar leśny Włocin, 8 km na południe od Błaszek, Brąszewice, 15 km na północ od Lututowa. Z tego rejonu dywizja miała być w gotowości do działania na korzyść grupy płk. Zientarskiego lub Grobickiego.
Od świtu bataliony 28 pp dozorowały linię Prosny między Grabowem a Węglewicami. 

Rano 2 września niemiecka 10 DP rozpoczęła działania na kierunku Węglewice – Brąszewice i uderzyła na OW nr 1 płk. Zientarskiego broniący się na Prośnie na odcinku szerokości 20 km: zachodni skraj lasu Biernacice, Dębicze, Węglewice; uzyskała powodzenie uchwytując na Prośnie duże przyczółki. W godzinach popołudniowych przekroczyła rzekę Łużycę i czołowymi oddziałami podeszła pod Gałki. W tej sytuacji gen. Franciszek Dindorf-Ankowicz zorganizował kontratak na Czajków i odrzucił pododdziały niemieckiej 10 DP za Łużycę.

W związku z  zagrożeniem rozcięcia OW nr 1 i 2, w godzinach popołudniowych batalion 30 pułku piechoty wykonał kontratak z kierunku Lipicze na południe, a siły główne dywizji wyszły w pas przesłaniania i zajęły nakazane rejony. 30 pp z II/10 pal ześrodkował się w rejonie las Brąszewice, kol. Czajków i w godzinach popołudniowych wszedł do pierwszego rzutu na rubież: rzeki Łużyca na odcinku Wysoty, Klonowa. Odskok z tej rubieży miał wykonać dopiero o świcie 3 września z takim wyliczeniem, by osłonić odwrót OW nr 1 na główną pozycję obrony. Wieczorem 2 września 10 DP przeszła do obrony na rubieży: rzeka Łużyca, Klonowa, Stara Wieś, Wandalin, Emilianów.
W tym dniu jeden pluton tankietek stanowił  wzmocnienia I/28 pp, toczącego od świtu walki na linii rzeki pod Węglewicami, a następnie osłaniał jego wycofanie się. Reszta kompanii pozostawała w odwodzie na wschód od Grabowa. Wieczorem całość odmaszerowała po osi Głuszyna– Wojków.
Walki 3 września
Wieczorem 2 września płk. Zientarski otrzymał zadanie bojowe na następny dzień walki. Zgodnie z nim, jego oddział wydzielony miał opuścić zajmowaną pozycję na Łużycy, wykonać marsz przez Wojków, Gruszczycę, Wartę, a następnie zająć północny pas obrony dywizji w oparciu o rzekę Wartę na odcinku Dzierżązna – Sucha – Okupniki. Oderwanie się od nieprzyjaciela w nocy z 2 na 3 września odbyło się bez większych trudności, a OW nr 1 po wykonaniu 35 kilometrowego marszu doszedł do m. Warta, około południa przekroczył rzekę i od 14.00 zaczął obsadzać pozycje obronne. Na prawym skrzydle dywizji stanowiska zajął II/28 pp mjr. Józefa Korczewskiego wzmocniony zdziesiątkowanymi batalionami Obrony Narodowej; na lewym skrzydle I/28 pp mjr. Stanisława Milana; w drugim rzucie pozostawał III/28 pp mjr. Jana Cichockiego. Wsparcie artyleryjskie zapewniał I/10 pal mjr. Kazimierza Sawickiego. Dowodzenie pododdziałami sprawował dowódca 28 pułku piechoty ppłk Wincenty Kurek. 3 września kompania TK-3 wyszła w Gruszczycach ze składu OW nr 1 i została podporządkowana dowódcy 31 pułku piechoty.

## Struktura organizacyjna
| Oddział/pododdział                                          | Dowódca                 |
| ----------------------------------------------------------- | ----------------------- |
| dowództwo OW                                                | płk Jan Zientarski      |
| 28 pułk piechoty                                            | ppłk Wincenty Kurek     |
| I dywizjon armat 10 pułku artylerii lekkiej (bez 3 baterii) | mjr Kazimierz Sawicki   |
| 91 samodzielna kompania czołgów rozpoznawczych              | kpt. Stanisław Kraiński |
| 5 szwadron 1 pułku kawalerii Korpusu Ochrony Pogranicza     | rtm. Kazimierz Minecki  |
| 6 szwadron 1 pułku kawalerii KOP                            | rtm. Feliks Ciejko      |
| 42 kompania kolarzy                                         |                         |
| pluton łączności                                            |                         |
| batalion Obrony Narodowej „Ostrzeszów”                      | kpt. Józef Waydowicz    |
| batalion Obrony Narodowej „Kępno”                           | kpt. Romuald Jüngst     |